# Harald Malmberg (ämbetsman)

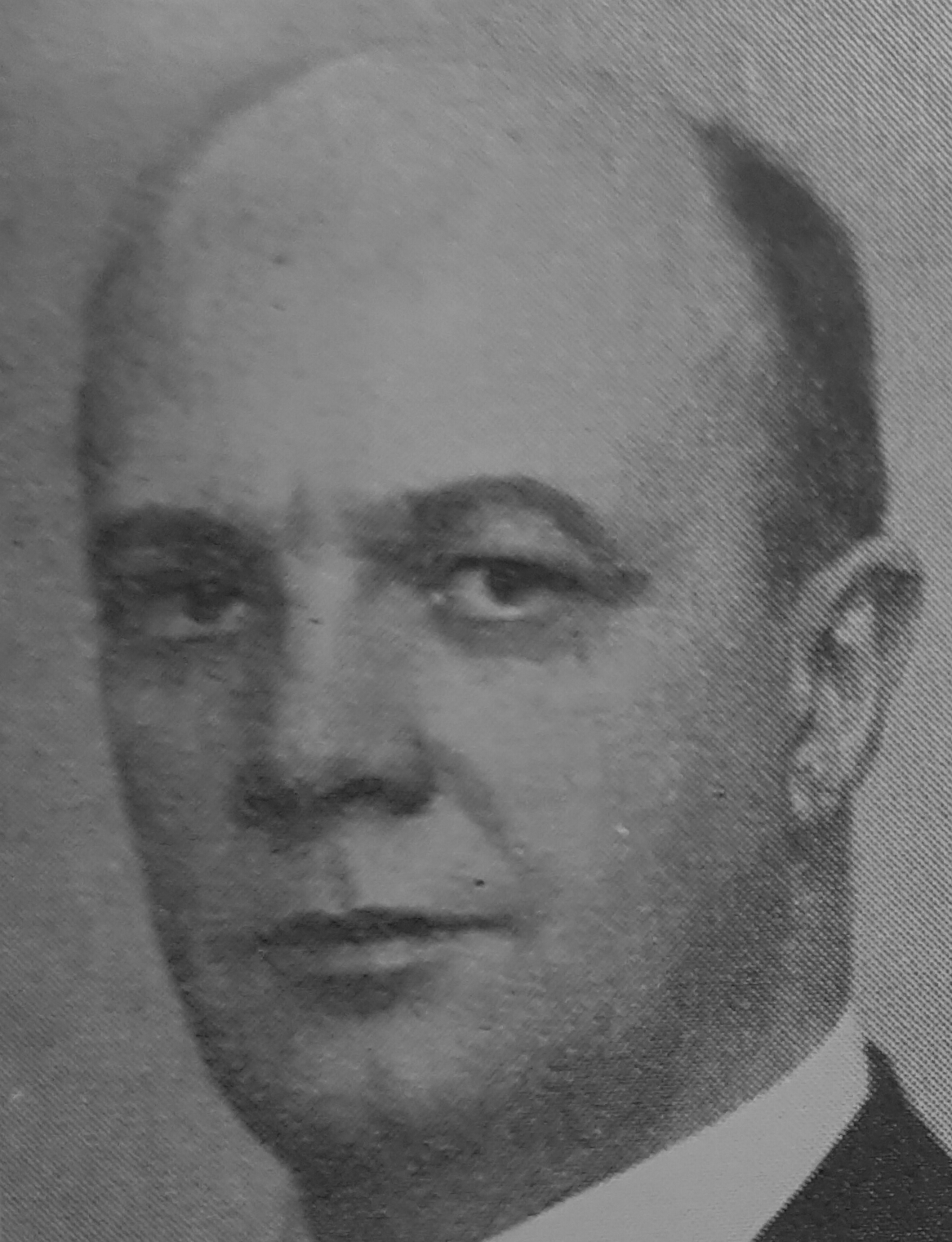
Oscar Harald Malmberg

Oscar Harald Malmberg, född 4 juni 1883 i Malmö, död 24 januari 1971 i Stockholm, var en svensk lantmätare och ämbetsman.
Malmberg avlade studentexamen i Malmö 1901 och lantmäteriexamen 1904. Han blev amanuens i Lantmäteristyrelsen 1908, byråingenjör där 1910, extra distriktslantmätare i Kalmar 1913, förste lantmätare i Jönköpings län 1919, överlantmätare i Kopparbergs län 1924 samt var generaldirektör och chef för Lantmäteristyrelsen 1933–1948. 
Malmberg var ledamot av Kopparbergs läns landsting 1931–1934, ordförande i kartverksutredningen 1935–1937, 1936 års egnahemsutredning 1936–1939, kartverkskommittén 1937–1948, fastighetsbildningssakkunniga 1939–1953, styrelsen för Sveriges allmogehems småbrukarfond 1940–1960, Stockholms stads kristidsnämnd 1940–49, Djurgårdsnämnden 1947–1955, ledamot av egnahemsstyrelsen 1937–1948, styrelsen för Kungliga Tekniska högskolan 1941–1947, stadsplaneutredningen 1942–1945, 1945 års markkommission 1945–1948, Lantbruksstyrelsen 1948–1953, delegationen för förhandling om Bromma flygplats 1954–1957, utredningsman rörande ströängar i Lappland och myrslogar i Dalarna 1953–1959. Han invaldes som ledamot av Lantbruksakademien 1945.
Malmberg blev riddare av Vasaorden 1922, av Nordstjärneorden 1927 och av Carl XIII:s orden 1946 samt kommendör av andra klassen av Nordstjärneorden 1933, kommendör av första klassen av samma orden 1935 och kommendör med stora korset 1945.